# التمرد العراقي (2011–2013)
التمرد العراقي هي حرب اهلية وقعت بعد تمرد أو انتفاضة شعبية في المحافظات السنية في العراق احتجاجا على حكومة نوري المالكي. وبدأ هذا التمرد والذي أطلق عليه منظموه الحراك الشعبي العراقي بمظاهرات سلمية مطالبة ب 14 طلب اهمها اقامة اقليم للطائفة السنية في العراق يخفف من وطئة انتهاكات الحكومة العراقية بحق أبناء الطائفة السنية في محافظاتهم وفق رؤية اهالي المحافظات السنية. وتحقيق نوع من الاستقلال الذاتي في الشؤون الامنية والثقافية والدينية بالإضافة لمطالبتهم بالإفراج عن المعتقلين السنة في السجون العراقية لا سيما النساء، والغاء المادة 4 ارهاب التي كانت لا تستهدف الا أبناء الطائفة السنية بالإضافة لمطالب أخرى. رفضت الحكومة العراقية المطالب جملة وتفصيلا وطالب رئيس الوزراء العراقي نوري المالكي بإنهاء المظاهرات قبل ان يقوم بانهائها بالقوة.

## الأسباب
تنوعت الاسباب التي قادت جزءا من العراقيين السنة للتمرد ضد الحكومة في بغداد بقيادة نوري المالكي، الاسباب الخارجية تتعلق بالاساس بالهيمنة الإيرانية على العراق وفق رؤية المتمردين بالإضافة إلى السياق العام للثورات العربية.

## المعارك

### معارك جرف الصخر
سيطر تنظيم داعش على ناحية جرف الصخر لعدة أسابيع ثم نجحت الحكومة العراقية بدعم الحشد الشعبي من استعادة الناحية يذكر أنها أول منطقة تستردها الحكومة من التنظيم.

## المشاركة الأمريكية في الحرب

### المشاركة الجوية الأمريكية
لم تتوقف الطائرات من دون طيار الأمريكية عن قصف المناطق الخاضعة لسيطرة داعش، وكانت اولى مشاركاتها في الشمال العراقي في محافظة نينوى واربيل إذ استثنيت مشاركتها في معركة مطار بغداد في شهر حزيران 2014، ولم تعلن الولايات المتحدة عن هذه المشاركة حيث تسرب خبرها عن طريق رئيس مجلس النواب. ثم امتدت إلى المناطق المستهدفة في وسط العراق واعلنت الإدارة الأمريكية حسب وكالة الأنباء رويترز بانها شاركت في المعارك الدائرة بالقرب من مدينة حديثة في محافظة الأنبار إذ قصفت مواقع داعش لمساندة القوات العراقية والصحوات من أجل المحافظة على سد حديثة.

### المشاركة البرية الأمريكية
أرسلت الولايات المتحدة الآلاف من جنود الكومندز إلى العراق على شكل دفعات فأرسلت في حزيران 1250 مقاتل ومستشار عسكري، وأرسلت في تموز 2700 مقاتل بينما أرسلت في آب 1700 مقاتل. كما أرسلت في مطلع ايلول 400 مقاتل تقريبا، ومن المعارك التي شاركت فيها قوات الكومندز الأمريكية معركة مطار بغداد 15 حزيران 2014 حسب رئيس مجلس النواب أسامة النجيفي[بحاجة لمصدر].

## المشاركة الإيرانية في الحرب
حسب مصادر في البشمركة فقد أرسلت إيران ما يقارب من الفين مقاتل للمشاركة مع قوات البشمركة في معركة جالولاء شرق محافظة ديالى، وفي مؤتمر صحفي مشترك مع وزير الخارجية الإيراني محمد جواد ظريف اقر رئيس أقليم كردستان مسعود البرزاني بأن إيران هي أول دولة قدمت المعونة والاسناد العسكري لاقليم كردستان عقب اجتياح داعش لارضي الإقليم بداية شهر اب 2014[بحاجة لمصدر].

## المشاركة البريطانية في الحرب
أرسلت المملكة المتحدة ما يقارب 700 عنصر من قواتها الخاصة لغاية سبتمبر 2014 إلى العراق وسورية بعضهم في مهمات استخباراتية حسبما افادت جريدة الكاردين البريطانية. كما شارك الطيران البريطاني في قصف مناطق المتمردين في العراق أو ما يعرفون بعناصر داعش [بحاجة لمصدر].

## المشاركة الجوية الفرنسية
أعلن الرئيس الفرنسي فرنسوا اولند في مؤتمر حول العراق عقد في باريس 17 سبتمبر 2014 بان فرنسا ستشارك القوات الاجنبية في قصف مواقع داعش في العراق مؤكدا على عدم امتداد القصف لمواقع داعش في سورية وبالفعل قامت طائرات الرافال الفرنسية باستهداف مواقع لداعش في نينوى.

## المشاركة الإيطالية
قالت وزارة الدفاع الإيطالية بتاريخ 3 نوفمب 2014 أنها سترسل 280 عسكريا إلى العراق لدعم الجيش العراقي.
وقالت وزيرة الدفاع روبيرتا بينوتي أن العسكريين الـ280 عسكريا المقرر إرسالهم إلى العراق لدعم القوات العراقية لم يغادروا بعد.

## مشاركة الدول العربية
اكتفت الدول العربية فقط في القصف الجوي على معسكرات تنظيم داعش سواء في العراق أو في سورية.